# Reno, Nevada
Reno là thành phố ở phía Tây của tiểu bang Nevada (Hoa Kỳ), là thủ phủ của Quận Washoe. Thành phố tọa lạc bên sông Truckee, gần khu vực nghỉ mát hồ Tahoe bên dãy núi Sierra Nevada. Reno là một thành phố nghỉ dưỡng với nhiều sòng bạc lớn. Thành phố được khách du lịch ưa thích vì nằm gần một khu vực có cảnh quan thiên nhiên đẹp và có các khu giải trí ngoài trời. Reno cũng là một trung tâm thương mại, dịch vụ và chế tạo. Các sản phẩm được sản xuất tại đây bao gồm: vật liệu xây dựng, thiết bị điện tử, đồ nhựa và phần mềm y tế chuyên dụng. Thành phố có Sân bay quốc tế Reno/Tahoe.